# Géoparc de la côte basque
Le géoparc de la côte basque est un géoparc situé dans le Nord de l'Espagne, au cœur du pays basque, entre Mutriku et Zumaia (province du Guipuscoa). 

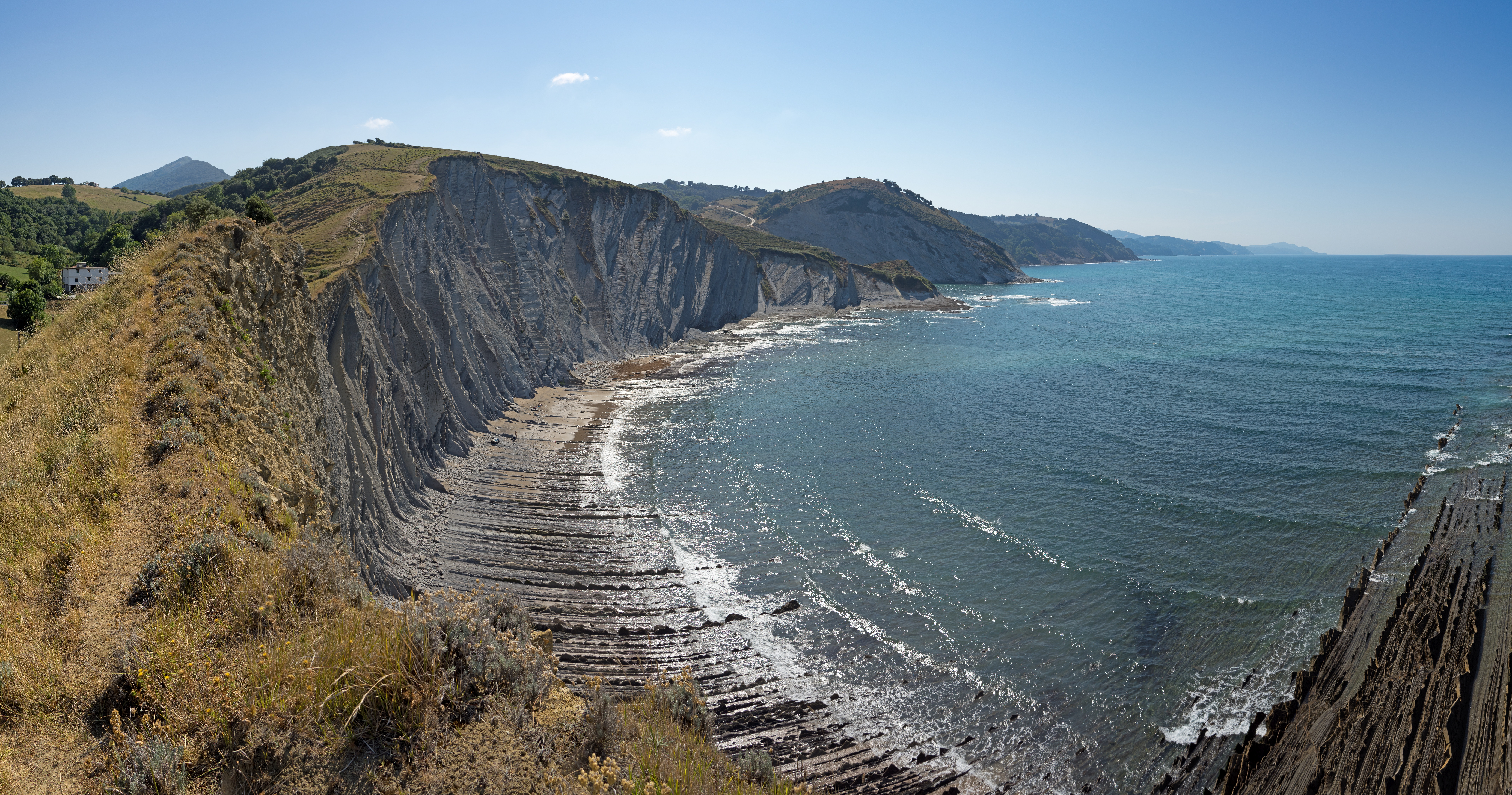
Falaise dans le géoparc, entre les villes de Deba (Guipuscoa) et Zumaia.

Il inclut notamment de nombreux sites karstiques et falaises de flysch, et fait partie du réseau mondial des géoparcs nationaux. Il a été labellisé géoparc par l'UNESCO en 2010.